# Amango villancicos
Amango villacicos es un CD del grupo chileno Amango. Fue lanzado exclusivamente en las tiendas de Fallabella en vísperas de Navidad. Su primer y único sencillo "Te regalo" fue un gran éxito.[cita requerida]

## Lanzamiento
El lanzamiento del CD se dio a conocer por la interpretación del sencillo "Te regalo", el viernes 23 de noviembre de 2007 en Feria Mix, ubicada en el Paseo Ahumada, cuando se le fue entregado al grupo el doble disco de platino.

## Promoción
El sencillo del álbum, "Te regalo", fue lanzado oficialmente el 10 de diciembre de 2007 como la promoción del CD de villancicos.

## Lista de canciones
| EDICIÓN NACIONAL |                                   |       |
| Chile            |                                   |       |
| 1                | "Noche de paz"                    | 04:00 |
| 2                | "Santa Klaus de noche vendrá"     | 02:15 |
| 3                | "Rodlfo el Reno de la nariz roja" | 02:38 |
| 4                | "El tamborilero"                  | 02:59 |
| 5                | "Gloria cantan"                   | 03:05 |
| 6                | "Te regalo"                       | 03:01 |

## Sencillos
- “Te regalo”